# Hinton on the Green
Hinton on the Green est une localité anglaise située dans le comté du Worcestershire.